# Saint-Martin-de-Fresnay
Saint-Martin-de-Fresnay is een dorp in het Franse departement Calvados in de regio Normandië. Het dorp ligt aan de Oudon.

## Geschiedenis
Een oude vermelding van de plaats is Sanctus Martinus de Fraxino uit de 14de eeuw. Op de 18de-eeuwse Cassinikaart is het dorp aangeduid als St. Martin de Frenai.
Op het eind van het ancien régime werd Saint-Martin-de-Fresnay een gemeente.
In 1973 werd Saint-Martin-de-Fresnay met negen andere gemeenten samengevoegd in de nieuwe gemeente L'Oudon in een zogenaamde "fusion association". Fusiegemeente L'Oudon nam Insee-code 14624 over van Saint-Martin-de-Fresnay, dat de hoofdplaats werd van de gemeente. In 1990 werd Tôtes hoofdplaats van de fusiegemeente.
Op 22 maart 2015 werd het kanton kanton Saint-Pierre-sur-Dives opgeheven en werden de gemeenten opgenomen in het aangrenzende kanton Livarot. Op 1 januari 2017 fuseerde L'Oudon met de overige gemeenten van het voormalige kanton tot de commune nouvelle Saint-Pierre-en-Auge. Hierbij verloor Saint-Martin-de-Fresnay de status van commune associée die het sinds 1973 had gehad.

## Bevolkingsontwikkeling
1793: 436
1800: 416
1806: 400
1821: 401
1831: 372
1836: 367
1841: 352
1846: 322
1851: 309
1856: 277
1861: 271
1866: 277
1872: 284
1876: 265
1881: 285
1886: 303
1891: 296
1896: 258
1901: 271
1906: 258
1911: 250
1921: 186
1926: 222
1931: 226
1936: 240
1946: 214
1954: 205
1962: 198
1968: 169

## Bezienswaardigheden
- De Église Saint-Martin
- Het Manoir de Saint-Martin-de-Fresnay, een landhuis uit de 16de en 18de eeuw, werd in 1975 ingeschreven als monument historique.

Lijst van Franse gemeenten · Arrondissement Lisieux · Calvados · Normandië